# Alice Taglioni
Alice Taglioni es una actriz francesa.

## Biografía
Su hermano es el comediante Simon Taglioni.
En el 2005 comenzó a salir con el actor francés Jocelyn Quivrin, la pareja tuvo un hijo, llamado Charlie el 18 de marzo de 2009. Lamentablemente Jocelyn murió el 15 de noviembre de 2009 en un accidente automovilístico seis meses después del nacimiento de su hijo.

## Carrera
En 1996 fue Miss Córcega.
En el 2008 apareció en el vídeo musical "I want you" del cantante Martin Solveig.
En el 2013 apareció como invitada en un episodio de la serie Crossing Lines donde interpretó a la teniente Dominique Claire, una oficial de la Prefectura de la Policía de París que había trabajado en el pasado con el detective Louis Daniel (Marc Lavoine).

## Filmografía

### Series de Televisión
| Año  | Título                     | Personaje                 | Notas                                    |
| ---- | -------------------------- | ------------------------- | ---------------------------------------- |
| 2013 | Crossing Lines             | Teniente Dominique Claire | episodio "New Scars, Old Wounds: Part 2" |
| 2009 | Palizzi                    | Hermana Inés              | episodio "Un nerf de famille"            |
| 2003 | Les enquêtes d'Éloïse Rome | Joanna                    | episodio "Joanna est revenue"            |
| 2003 | Adventure Inc.             | Florence Minguet          | episodio "Trapped"                       |
| 2003 | Frank Riva                 | Marie Forlo               | episodio "La croix étoilée"              |
| 2002 | La vie devant nous         | Irène                     | -                                        |
| 2002 | P.J.                       | Virginie Sonneville       | episodio "Taupe"                         |
| 1994 | Hélène et les garçons      | Groupie                   | episodio "Alibi dangereux"               |

### Películas
| Año  | Título                 | Personaje              | Notas                                                                                           |
| ---- | ---------------------- | ---------------------- | ----------------------------------------------------------------------------------------------- |
| 2015 | Puerto Ricans in Paris | Colette                | junto a Luis Guzmán, Julie Ferrier, Daniel Lundh, Edgar Garcia & Lilou Fogli                    |
| 2012 | Paris-Manhattan        | Alice                  | En la película Woody Allen le habla a través de un póster y, posteriormente, aparece en persona |
| 2006 | The Pink Panther       | Reportera              |                                                                                                 |
| 2005 | Les chevaliers du ciel | Estelle "Pitbull" Kass |                                                                                                 |

### Directora & Compositora

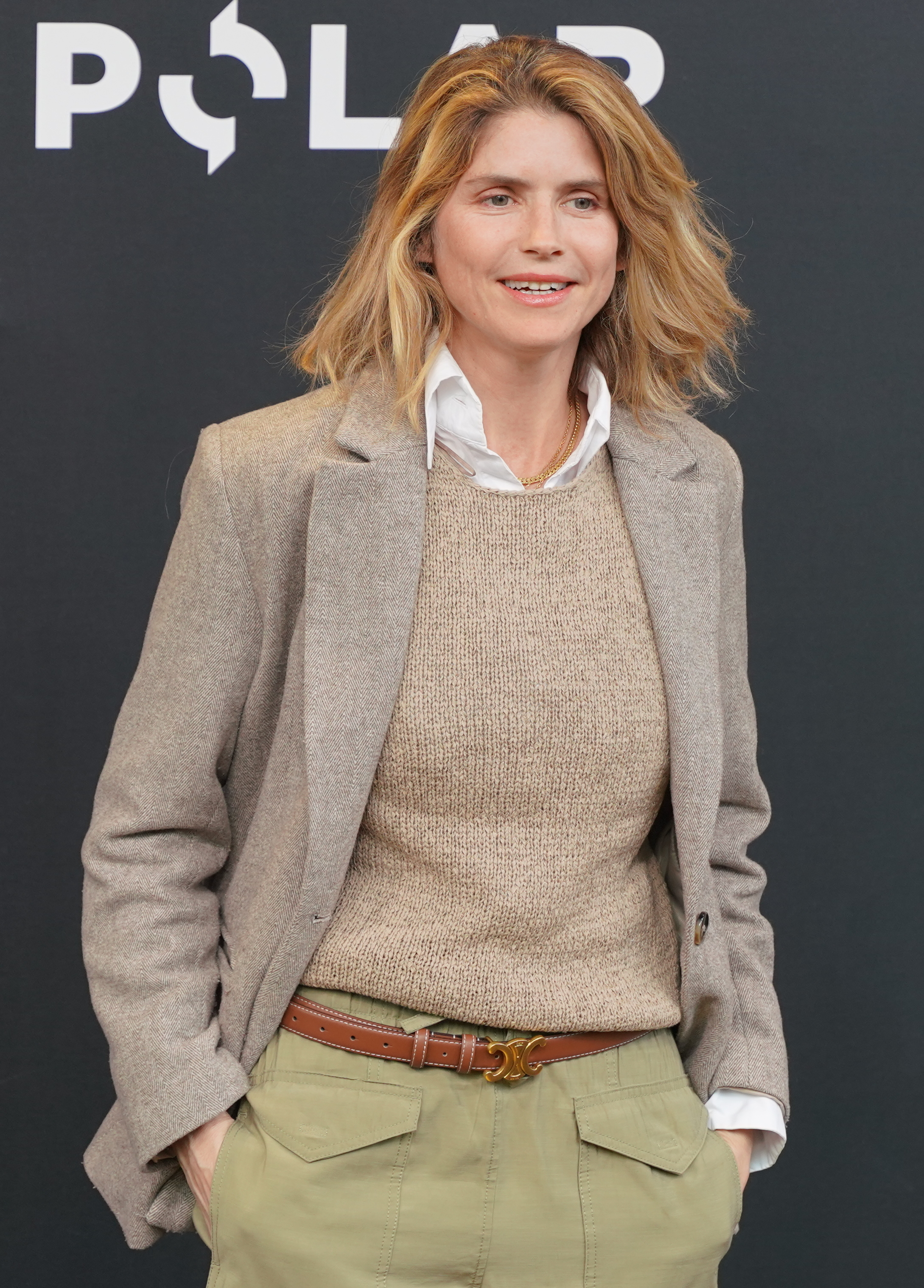
2025

| Año  | Título               | Notas               |
| ---- | -------------------- | ------------------- |
| 2013 | C'est fini avec Loïc | corto - directora   |
| 2007 | Acteur               | corto - compositora |

## Premios y nominaciones
| Año  | Categoría           | Premio         | Película    | Resultado |
| ---- | ------------------- | -------------- | ----------- | --------- |
| 2006 | Actress of the Year | NRJ Ciné Award | La doublure | Ganó      |